# Belinda Carlisle
Belinda Jo Carlisle (Los Angeles, 17 de agosto de 1958) é uma cantora e compositora estadunidense, ganhou fama como vocalista principal da banda de new wave The Go-Go's. Em carreira solo teve grande proeminência lançando sucessos da música pop como "Mad About You", "Heaven Is a Place on Earth", "I Get Weak", e "Circle in the Sand". Durante sua carreira, Belinda vendeu mais de 15 milhões de cópias, entre álbuns e singles.
Belinda publicou sua autobiografia, "Lips Unsealed: A Memoir", em junho de 2010, e foi um best-seller do The New York Times. Em 2011, como membro do The Go-Go's, recebeu uma estrela na Calçada da Fama de Hollywood. Ela e a banda foram incluídas no Rock and Roll Hall of Fame em 2021, e no California Hall of Fame em 2024.

## Biografia
Belinda é filha de Howard Carlisle, um funcionário de um posto de gasolina, e Joanne Carlisle, uma dona de casa. Sua mãe conheceu seu pai, que era 20 anos mais velho que ela, aos 18 anos, e Belinda nasceu nove meses depois. Ela é a primeira de sete filhos do casal, três irmãos e três irmãs. Quando ela tinha cinco anos, seu pai abandonou a família. Sua mãe, mais tarde, se casou com Walt Kurczeski, um alcoólatra, com quem ela e os irmãos tiveram um relacionamento tumultuado.
Aos dez anos, Carlisle começou a expressar interesse pela música, principalmente pelo rock, e passou a ter aulas de guitarra e bateria. Sua família mudava-se frequentemente, até sua adolescência, quando se estabeleceram em Thousand Oaks, Califórnia. Ela frequentou a Newbury Park High School, onde foi líder de torcida. Após o ensino médio, ela trabalhou como balconista de fotocopiadora no Hilton Hotels Corporation em Los Angeles. Ela tinha aulas noturnas na faculdade de cosmetologia, mas desistiu no primeiro ano. Aos 19 anos, ela saiu de casa para tentar uma carreira na música.

## The Go-Go's
A primeira aventura de Carlisle na música foi em 1977, como baterista da banda punk rock The Germs. Depois de sua saída da banda, Belinda se juntou com suas amigas, e também musicistas, Margot Olaverria, Elissa Bello e Jane Wiedlin, e fundaram as The Go-Go's (antes chamada de The Misfits). Olaverria e Bello saíram no inicio do grupo, e entraram Charlotte Caffey, Kathy de Valentine e Gina Shock. Em 1980, elas assinaram contrato com a gravadora I.R.S. Records, e lançaram o single "We Got the Beat", que despontou nas paradas norte-americanas, alcançando o 2º lugar na Billboard Hot 100, e seguiram nas paradas com "Our Lips Are Sealed", outro single de sucesso da banda. Em 1981, chegou as lojas "Beauty and the Beat", que rapidamente atingiu a primeira posição da parada de álbuns Billboard 200, e recebeu certificado duplo de platina, por 2 milhões de cópias vendidas nos EUA. O álbum também foi aclamado pela crítica, e entrou na lista dos "500 Melhores Álbuns de Todos os Tempos" da revista de música Rolling Stone. Logo após, lançaram os álbuns "Vacation" em 1982, o qual emplacou a faixa título, e o "Talk Show", lançado em 1984, que emplacou a faixa "Head Over Heels", a banda se separou em 195, para seguir em projetos solo, voltando somente em 2001, com o álbum "God Blessed The Go-Go's". The Go-Go's vendeu mais de sete milhões de discos em todo o mundo, e tornaram-se uma das bandas femininas de maior sucesso da década de 1980, e de todos os tempos. 

## Carreira Solo
Após o término das Go-Go's, em 1985, Belinda seguiu em carreira solo, trabalhando em parceria com a colega de banda Charlotte Caffey.
Seu primeiro álbum solo saiu em 19 de maio de 1986, pela mesma gravadora de sua antiga banda, a I.R.S. Records. O auto-intulado "Belinda" emplacou o sucesso "Mad About You", que ficou em 1º lugar na parada de singles do Canadá, e em 3º na Billboard Hot 100, e também foi Top 10 no chart da Austrália. Logo o álbum ganhou certificado ouro nos Estados Unidos por mais 500 mil cópias vendidas, e também ganhou o certificado de Platina no Canadá. Algumas faixas do álbum foram incluídas em trilhas sonoras de filmes, como "Shot in the Dark" no thriller Out of Bounds (1986), "In My Wildest Dreams" na comédia Mannequin (1987), e "Dancing in the City" no filme Burglar (1987).
No ano seguinte, Belinda mudou seu visual, e se viu influenciada pelo pop produzido na época, o que inspirou seu segundo álbum solo "Heaven on Earth", lançado em outubro de 1987. O disco foi um grande sucesso e ganhou certificados de Platina nos EUA, Reino Unido e Austrália. O primeiro single "Heaven Is a Place on Earth", tornou-se um hit mundial, chegando ao topo da Billboard Hot 100, e no Reino Unido. A faixa também recebeu uma indicação ao Grammy por "Melhor Performance Vocal Pop Feminina", e tornou-se a sua canção assinatura, e uma das músicas mais conhecidas da década de 1980. O videoclipe de "Heaven Is a Place on Earth" foi dirigido pela atriz, ganhadora do Oscar, Diane Keaton. Outros singles de sucesso do álbum foram as faixas "I Get Weak", que alcançou a segunda posição na Hot 100, e fez parte da trilha sonora internacional da telenovela brasileira Vale Tudo em 1988, "Circle in the Sand", outro sucesso top 10 nos EUA e Reino Unido, e as faixas "I Feel Free", cover da banda Cream, "World Without You" e "Love Never Dies" também tiveram bom desempenho nas paradas. Após o sucesso do álbum, Carlisle embarcou na turnê mundial Good Heavens.
Em 1989, Belinda lançou seu terceiro álbum solo de estúdio "Runaway Horses", que alcançou a posição 37 na Billboard 200, e a quarta posição no Reino Unido, onde foi certificado Platina. Também foi um sucesso na Austrália; alcançando a 6ª posição, e sendo certificado como platina dupla, tornando-se o 24º álbum mais vendido de 1990. O primeiro single, "Leave a Light On", alcançou a 11ª posição nos EUA, e se tornou outro sucesso no Top 5 no Reino Unido, Austrália e Canadá. O segundo single, "Summer Rain" alcançou a 30ª posição na Hot 100. Outros singles lançados foram "(We Want) The Same Thing", "La Luna" e a faixa titulo "Runaway Horses". O álbum passou um total de 25 semanas na Billboard 200 e foi certificado ouro pela RIAA.
Em 14 de outubro de 1991, lançou seu quarto álbum solo de estúdio, "Live Your Life Be Free". A faixa-título, "Live Your Life Be Free", lançada como primeiro single, foi um sucesso no Top 20 em muitos países, alcançando a 12ª posição no Reino Unido, e a 13ª posição na Austrália. O single "Do You Feel Like I Feel? " foi acompanhado por um videoclipe inspirado no filme Attack of the 50 Foot Woman (1958), e esse foi o último single de Carlisle a entrar na Billboard Hot 100, chegando à posição 73. Os lançamentos subsequentes "Half the World" e "Little Black Book" também foram sucessos fora dos Estados Unidos. O álbum foi Top 10 no Reino Unido e recebeu certificado de Ouro.
Em 1992, foi lançado seu primeiro álbum de maiores sucessos, "The Best of Belinda, Volume 1", que alcançou o primeiro lugar no Reino Unido, e foi certificado com dupla platina, e também recebeu certificado de platina na Austrália. A versão dos Estados Unidos foi nomeada "Her Greatest Hits" .
Seu quinto álbum solo de estúdio, "Real", foi lançado em 29 de setembro de 1993, pelo selo Virgin Records. O álbum foi o quinto consecutivo de Carlisle a alcançar o Top 10 do Reino Unido, chegando ao número 9. Ele também alcançou o número 23 na Suécia. Seu primeiro single, "Big Scary Animal", alcançou a 12ª posição no Reino Unido.

## Vida Pessoal
Em 1986, Carlisle se casou com o agente político e produtor de cinema Morgan Mason, filho do ator James Mason. Ele fez aparições nos videoclipes "Mad About You" e "Heaven Is a Place on Earth". Eles têm um filho, James Duke Mason, um escritor, ativista LGBT e comentarista político, que nasceu em 1992. Após o terremoto de Northridge em 1994, Carlisle e sua família se mudaram para Fréjus, no sudeste da França. Em 2017, o casal se mudou para Bangkok, Tailândia, e desde 2024, residem na Cidade do México, México.
Carlisle é ativista de longa data na causa de defesa dos animais, e dos direitos LGBT. Seu filho, Duke, se assumiu homossexual para ela aos quatorze anos. Em 2014, ela co-fundou a Animal People Alliance, uma organização sem fins lucrativos, que arrecada fundos, treina e emprega mulheres pobres para cuidar de animais de rua.
Carlisle sofreu de transtornos alimentares, e teve um sério vício em cocaína, metaqualona e álcool que durou 30 anos. Em uma entrevista de 2017, ela disse ao The Guardian que "não conseguia acreditar que [ela não estava] morta". Ela afirma em sua autobiografia "Lips Unsealed: A Memoir" (2010), que está sóbria desde 2005, e também largou o cigarro. Desde 2002, tem como religião o Budismo, e pratica Ioga todos os dias.

## Discografia
| Álbuns de estúdio - 1986: Belinda - 1987: Heaven on Earth - 1989: Runaway Horses - 1991: Live Your Life Be Free - 1993: Real - 1996: A Woman and a Man - 2007: Voila - 2017: Wilder Shores | Álbuns de compilação - 1992: The Best of Belinda, Volume 1 - 1999: A Place on Earth: The Greatest Hits - 2002: The Collection - 2013: ICON - The Best Of - 2025: Once Upon a Time in California |